# Elezione del Presidente della Repubblica Italiana del 1964

Risultati XXI Scrutinio: Giuseppe Saragat (646); Gaetano Martino (56); Augusto De Marsanich (40); Voti dispersi (24); Schede nulle (4); Schede bianche (140); Astenuti=10; Assenti=26.

L'elezione del presidente della Repubblica Italiana del 1964 si svolse tra il 16 e il 28 dicembre.
Il presidente della Repubblica uscente è Antonio Segni, dimissionario dal 6 dicembre; come dettato dalla Costituzione italiana, ne supplisce le funzioni il presidente del Senato Cesare Merzagora.
Risulta eletto, al XXI scrutinio, Giuseppe Saragat.

## Informazioni generali
Il candidato ufficiale della Democrazia Cristiana, partito di maggioranza relativa, è l'ex presidente della Camera dei deputati Giovanni Leone; i due partiti socialisti si presentano con la candidatura comune di Giuseppe Saragat, mentre il PCI vota per il proprio candidato di bandiera Umberto Terracini. In casa democristiana emerge quasi subito la candidatura alternativa di Amintore Fanfani, che diventa progressivamente sempre più consistente. Dopo sette turni infruttuosi i due partiti socialisti, vista la temporanea impossibilità di una candidatura comune della maggioranza di centro-sinistra, decidono di astenersi.
Al X scrutinio i socialisti del PSI cominciano a votare per Pietro Nenni che, a partire dal 13°, diventa il candidato comune anche di PSDI e PCI; nel frattempo, Fanfani si ritira dalla contesa. Dopo 15 scrutini, si ritira anche Giovanni Leone. A questo punto i democristiani non possono più aderire a una candidatura Nenni, già appoggiata dai comunisti, perché ciò avrebbe significato andare oltre la formula di centro-sinistra, già ritenuta troppo avanzata da ampi settori della DC.
Al XVIII scrutinio, democristiani e socialdemocratici si accordano per votare Saragat, ritenuto una figura tale da poter rappresentare il centrosinistra. PCI e PSI continuano a sostenere Nenni per altre tre votazioni; poi il leader socialista chiede ai parlamentari che lo supportano di far confluire i propri voti a quelli di Saragat.
Giuseppe Saragat è così eletto presidente della Repubblica Italiana il 28 dicembre 1964, al XXI scrutinio, con 646 voti su 963 componenti l'assemblea (67,1%), in quella che, sino ad allora, era stata l'elezione più contrastata alla massima carica dello Stato.

## L'assemblea elettrice

### Composizione dell'assemblea
| Partito                            | Partito                                          | Deputati | Senatori | Delegati regionali | Totale |
| ---------------------------------- | ------------------------------------------------ | -------- | -------- | ------------------ | ------ |
|                                    | Democrazia Cristiana                             | 260      | 133      | 6                  | 399    |
|                                    | Partito Comunista Italiano                       | 166      | 85       | 2                  | 253    |
|                                    | Partito Socialista Italiano                      | 61       | 32       | 2                  | 95     |
|                                    | Partito Liberale Italiano                        | 38       | 19       | —                  | 57     |
|                                    | Partito Socialista Democratico Italiano          | 33       | 14       | 1                  | 48     |
|                                    | Movimento Sociale Italiano                       | 27       | 15       | —                  | 42     |
|                                    | Partito Socialista Italiano di Unità Proletaria  | 26       | 12       | —                  | 38     |
|                                    | Partito Democratico Italiano di Unità Monarchica | 8        | 2        | —                  | 10     |
|                                    | Südtiroler Volkspartei                           | 3        | 2        | 1                  | 6      |
|                                    | Partito Repubblicano Italiano                    | 5        | —        | —                  | 5      |
|                                    | Union Valdôtaine                                 | 1        | 1        | 1                  | 3      |
|                                    | Nuova Repubblica                                 | 1        | —        | —                  | 1      |
|                                    | Indipendenti                                     | 1        | 5        | —                  | 6      |
| Totale grandi elettori             | Totale grandi elettori                           | 630      | 320      | 13                 | 963    |
| Fonti: La Stampa L'Unità Il Popolo |                                                  |          |          |                    |        |

## L'elezione

### Preferenze per Giuseppe Saragat
| Scrutinio | Voti | Percentuale |
| --------- | ---- | ----------- |
| I         | 140  | 14,5%       |
| II        | 138  | 14,3%       |
| III       | 137  | 14,2%       |
| IV        | 138  | 14,3%       |
| V         | 140  | 14,5%       |
| VI        | 133  | 13,8%       |
| VII       | 138  | 14,3%       |
| VIII      | 0    | 0%          |
| IX        | 0    | 0%          |
| X         | 0    | 0%          |
| XI        | 0    | 0%          |
| XII       | 6    | 0,6%        |
| XIII      | 0    | 0%          |
| XIV       | 8    | 0,8%        |
| XV        | 0    | 0%          |
| XVI       | 0    | 0%          |
| XVII      | 10   | 1%          |
| XVIII     | 311  | 32,3%       |
| XIX       | 342  | 35,5%       |
| XX        | 323  | 33,5%       |
| XXI       | 646  | 67,1%       |

### I scrutinio
Per la nomina è richiesta una maggioranza di due terzi dei 963 membri dell'Assemblea.
| Dati votazione | Dati votazione       |    | Nome                 | Nome | Voti |
| -------------- | -------------------- | -- | -------------------- | ---- | ---- |
| Presenti       | 941                  |    | Giovanni Leone       | 319  |      |
| Votanti        | 933                  |    | Umberto Terracini    | 250  |      |
| Astenuti       | 8                    |    | Giuseppe Saragat     | 140  |      |
| Maggioranza    | 642                  |    | Gaetano Martino      | 55   |      |
|                |                      |    | Augusto De Marsanich | 38   |      |
|                | Alcide Malagugini    | 34 |                      |      |      |
|                | Amintore Fanfani     | 18 |                      |      |      |
|                | Paolo Emilio Taviani | 11 |                      |      |      |
|                | Mario Scelba         | 6  |                      |      |      |
|                | Voti dispersi        | 19 |                      |      |      |
|                | Schede bianche       | 39 |                      |      |      |
|                | Schede nulle         | 4  |                      |      |      |

Poiché nessun candidato raggiunge il quorum richiesto, si procede al II scrutinio.

### II scrutinio
Per la nomina è richiesta una maggioranza di due terzi dei 963 membri dell'Assemblea.
| Dati votazione | Dati votazione       |    | Nome              | Nome | Voti |
| -------------- | -------------------- | -- | ----------------- | ---- | ---- |
| Presenti       | 944                  |    | Giovanni Leone    | 304  |      |
| Votanti        | 938                  |    | Umberto Terracini | 251  |      |
| Astenuti       | 6                    |    | Giuseppe Saragat  | 138  |      |
| Maggioranza    | 642                  |    | Gaetano Martino   | 56   |      |
|                |                      |    | Amintore Fanfani  | 53   |      |
|                | Augusto De Marsanich | 36 |                   |      |      |
|                | Alcide Malagugini    | 36 |                   |      |      |
|                | Paolo Emilio Taviani | 8  |                   |      |      |
|                | Mario Scelba         | 6  |                   |      |      |
|                | Voti dispersi        | 14 |                   |      |      |
|                | Schede bianche       | 34 |                   |      |      |
|                | Schede nulle         | 2  |                   |      |      |

Poiché nessun candidato raggiunge il quorum richiesto, si procede al III scrutinio.

### III scrutinio
Per la nomina è richiesta una maggioranza di due terzi dei 963 membri dell'Assemblea.
| Dati votazione | Dati votazione       |    | Nome              | Nome | Voti |
| -------------- | -------------------- | -- | ----------------- | ---- | ---- |
| Presenti       | 944                  |    | Giovanni Leone    | 298  |      |
| Votanti        | 938                  |    | Umberto Terracini | 253  |      |
| Astenuti       | 6                    |    | Giuseppe Saragat  | 137  |      |
| Maggioranza    | 642                  |    | Amintore Fanfani  | 71   |      |
|                |                      |    | Gaetano Martino   | 56   |      |
|                | Augusto De Marsanich | 38 |                   |      |      |
|                | Alcide Malagugini    | 36 |                   |      |      |
|                | Voti dispersi        | 31 |                   |      |      |
|                | Schede bianche       | 36 |                   |      |      |
|                | Schede nulle         | 21 |                   |      |      |

Poiché nessun candidato raggiunge il quorum richiesto, si procede al IV scrutinio.

### IV scrutinio
Per la nomina è richiesta la maggioranza assoluta dei 963 membri dell'Assemblea.
| Dati votazione | Dati votazione       |    | Nome              | Nome | Voti |
| -------------- | -------------------- | -- | ----------------- | ---- | ---- |
| Presenti       | 943                  |    | Giovanni Leone    | 290  |      |
| Votanti        | 937                  |    | Umberto Terracini | 249  |      |
| Astenuti       | 6                    |    | Giuseppe Saragat  | 138  |      |
| Maggioranza    | 482                  |    | Amintore Fanfani  | 117  |      |
|                |                      |    | Gaetano Martino   | 54   |      |
|                | Augusto De Marsanich | 41 |                   |      |      |
|                | Alcide Malagugini    | 12 |                   |      |      |
|                | Voti dispersi        | 8  |                   |      |      |
|                | Schede bianche       | 28 |                   |      |      |
|                | Schede nulle         | 0  |                   |      |      |

Poiché nessun candidato raggiunge il quorum richiesto, si procede al V scrutinio.

### V scrutinio
Per la nomina è richiesta la maggioranza assoluta dei 963 membri dell'Assemblea.
| Dati votazione | Dati votazione       |    | Nome              | Nome | Voti |
| -------------- | -------------------- | -- | ----------------- | ---- | ---- |
| Presenti       | 951                  |    | Giovanni Leone    | 294  |      |
| Votanti        | 945                  |    | Umberto Terracini | 252  |      |
| Astenuti       | 6                    |    | Giuseppe Saragat  | 140  |      |
| Maggioranza    | 482                  |    | Amintore Fanfani  | 122  |      |
|                |                      |    | Gaetano Martino   | 54   |      |
|                | Augusto De Marsanich | 38 |                   |      |      |
|                | Giulio Pastore       | 13 |                   |      |      |
|                | Voti dispersi        | 7  |                   |      |      |
|                | Schede bianche       | 25 |                   |      |      |
|                | Schede nulle         | 0  |                   |      |      |

Poiché nessun candidato raggiunge il quorum richiesto, si procede al VI scrutinio.

### VI scrutinio
Per la nomina è richiesta la maggioranza assoluta dei 963 membri dell'Assemblea.
| Dati votazione | Dati votazione       |    | Nome              | Nome | Voti |
| -------------- | -------------------- | -- | ----------------- | ---- | ---- |
| Presenti       | 947                  |    | Giovanni Leone    | 278  |      |
| Votanti        | 947                  |    | Umberto Terracini | 249  |      |
| Astenuti       | 0                    |    | Giuseppe Saragat  | 133  |      |
| Maggioranza    | 482                  |    | Amintore Fanfani  | 129  |      |
|                |                      |    | Gaetano Martino   | 53   |      |
|                | Augusto De Marsanich | 39 |                   |      |      |
|                | Giulio Pastore       | 18 |                   |      |      |
|                | Voti dispersi        | 10 |                   |      |      |
|                | Schede bianche       | 36 |                   |      |      |
|                | Schede nulle         | 2  |                   |      |      |

Poiché nessun candidato raggiunge il quorum richiesto, si procede al VII scrutinio.

### VII scrutinio
Per la nomina è richiesta la maggioranza assoluta dei 963 membri dell'Assemblea.
| Dati votazione | Dati votazione |    | Nome                 | Nome | Voti |
| -------------- | -------------- | -- | -------------------- | ---- | ---- |
| Presenti       | 948            |    | Giovanni Leone       | 313  |      |
| Votanti        | 948            |    | Umberto Terracini    | 251  |      |
| Astenuti       | 0              |    | Giuseppe Saragat     | 138  |      |
| Maggioranza    | 482            |    | Amintore Fanfani     | 132  |      |
|                |                |    | Augusto De Marsanich | 40   |      |
|                | Giulio Pastore | 40 |                      |      |      |
|                | Voti dispersi  | 7  |                      |      |      |
|                | Schede bianche | 26 |                      |      |      |
|                | Schede nulle   | 1  |                      |      |      |

Poiché nessun candidato raggiunge il quorum richiesto, si procede all'VIII scrutinio.

### VIII scrutinio
Per la nomina è richiesta la maggioranza assoluta dei 963 membri dell'Assemblea.
| Dati votazione | Dati votazione |    | Nome                 | Nome | Voti |
| -------------- | -------------- | -- | -------------------- | ---- | ---- |
| Presenti       | 951            |    | Giovanni Leone       | 312  |      |
| Votanti        | 803            |    | Umberto Terracini    | 252  |      |
| Astenuti       | 148            |    | Amintore Fanfani     | 132  |      |
| Maggioranza    | 482            |    | Augusto De Marsanich | 38   |      |
|                |                |    | Giulio Pastore       | 34   |      |
|                | Paolo Rossi    | 34 |                      |      |      |
|                | Voti dispersi  | 13 |                      |      |      |
|                | Schede bianche | 22 |                      |      |      |
|                | Schede nulle   | 1  |                      |      |      |

Poiché nessun candidato raggiunge il quorum richiesto, si procede al IX scrutinio.

### IX scrutinio
Per la nomina è richiesta la maggioranza assoluta dei 963 membri dell'Assemblea.
Componenti 963, Presenti: 937, Votanti: 760, Astenuti: 177
Maggioranza assoluta dei componenti l'Assemblea: 482
| Dati votazione | Dati votazione |    | Nome              | Nome | Voti |
| -------------- | -------------- | -- | ----------------- | ---- | ---- |
| Presenti       | 937            |    | Giovanni Leone    | 305  |      |
| Votanti        | 760            |    | Umberto Terracini | 250  |      |
| Astenuti       | 177            |    | Amintore Fanfani  | 128  |      |
| Maggioranza    | 482            |    | Giulio Pastore    | 40   |      |
|                |                |    | Paolo Rossi       | 16   |      |
|                | Voti dispersi  | 3  |                   |      |      |
|                | Schede bianche | 17 |                   |      |      |
|                | Schede nulle   | 1  |                   |      |      |

Poiché nessun candidato raggiunge il quorum richiesto, si procede al X scrutinio.

### X scrutinio
Per la nomina è richiesta la maggioranza assoluta dei 963 membri dell'Assemblea.
| Dati votazione | Dati votazione |    | Nome              | Nome | Voti |
| -------------- | -------------- | -- | ----------------- | ---- | ---- |
| Presenti       | 943            |    | Giovanni Leone    | 299  |      |
| Votanti        | 853            |    | Umberto Terracini | 249  |      |
| Astenuti       | 90             |    | Amintore Fanfani  | 129  |      |
| Maggioranza    | 482            |    | Pietro Nenni      | 96   |      |
|                |                |    | Giulio Pastore    | 40   |      |
|                | Paolo Rossi    | 20 |                   |      |      |
|                | Voti dispersi  | 2  |                   |      |      |
|                | Schede bianche | 18 |                   |      |      |
|                | Schede nulle   | 0  |                   |      |      |

Poiché nessun candidato raggiunge il quorum richiesto, si procede all'XI scrutinio.

### XI scrutinio
Per la nomina è richiesta la maggioranza assoluta dei 963 membri dell'Assemblea.
Componenti 963, Presenti: 944, Votanti: 904, Astenuti: 40
Maggioranza assoluta dei componenti l'Assemblea: 482
| Dati votazione | Dati votazione |     | Nome              | Nome | Voti |
| -------------- | -------------- | --- | ----------------- | ---- | ---- |
| Presenti       | 944            |     | Giovanni Leone    | 382  |      |
| Votanti        | 904            |     | Umberto Terracini | 252  |      |
| Astenuti       | 40             |     | Pietro Nenni      | 98   |      |
| Maggioranza    | 482            |     | Alcide Malagugini | 36   |      |
|                |                |     | Amintore Fanfani  | 17   |      |
|                | Paolo Rossi    | 14  |                   |      |      |
|                | Voti dispersi  | 4   |                   |      |      |
|                | Schede bianche | 100 |                   |      |      |
|                | Schede nulle   | 1   |                   |      |      |

Poiché nessun candidato raggiunge il quorum richiesto, si procede al dodicesimo scrutinio.

### XII scrutinio
Per la nomina è richiesta la maggioranza assoluta dei 963 membri dell'Assemblea.
| Dati votazione | Dati votazione   |     | Nome              | Nome | Voti |
| -------------- | ---------------- | --- | ----------------- | ---- | ---- |
| Presenti       | 945              |     | Giovanni Leone    | 401  |      |
| Votanti        | 945              |     | Umberto Terracini | 250  |      |
| Astenuti       | 0                |     | Pietro Nenni      | 104  |      |
| Maggioranza    | 482              |     | Alcide Malagugini | 35   |      |
|                |                  |     | Ludovico Montini  | 7    |      |
|                | Giuseppe Saragat | 6   |                   |      |      |
|                | Voti dispersi    | 18  |                   |      |      |
|                | Schede bianche   | 120 |                   |      |      |
|                | Schede nulle     | 4   |                   |      |      |

Poiché nessun candidato raggiunge il quorum richiesto, si procede al XIII scrutinio.

### XIII scrutinio
Per la nomina è richiesta la maggioranza assoluta dei 963 membri dell'Assemblea.
| Dati votazione | Dati votazione |     | Nome              | Nome | Voti |
| -------------- | -------------- | --- | ----------------- | ---- | ---- |
| Presenti       | 944            |     | Giovanni Leone    | 393  |      |
| Votanti        | 944            |     | Pietro Nenni      | 351  |      |
| Astenuti       | 0              |     | Alcide Malagugini | 42   |      |
| Maggioranza    | 482            |     | Ludovico Montini  | 6    |      |
|                |                |     | Voti dispersi     | 17   |      |
|                | Schede bianche | 129 |                   |      |      |
|                | Schede nulle   | 6   |                   |      |      |

Poiché nessun candidato raggiunge il quorum richiesto, si procede al XIV scrutinio.

### XIV scrutinio
Per la nomina è richiesta la maggioranza assoluta dei 963 membri dell'Assemblea.
| Dati votazione | Dati votazione |     | Nome              | Nome | Voti |
| -------------- | -------------- | --- | ----------------- | ---- | ---- |
| Presenti       | 942            |     | Giovanni Leone    | 406  |      |
| Votanti        | 942            |     | Pietro Nenni      | 353  |      |
| Astenuti       | 0              |     | Alcide Malagugini | 40   |      |
| Maggioranza    | 482            |     | Giuseppe Saragat  | 8    |      |
|                |                |     | Voti dispersi     | 14   |      |
|                | Schede bianche | 120 |                   |      |      |
|                | Schede nulle   | 1   |                   |      |      |

Poiché nessun candidato raggiunge il quorum richiesto, si procede al XV scrutinio.

### XV scrutinio
Per la nomina è richiesta la maggioranza assoluta dei 963 membri dell'Assemblea.
| Dati votazione | Dati votazione |   | Nome              | Nome | Voti |
| -------------- | -------------- | - | ----------------- | ---- | ---- |
| Presenti       | 935            |   | Giovanni Leone    | 386  |      |
| Votanti        | 935            |   | Pietro Nenni      | 348  |      |
| Astenuti       | 0              |   | Alcide Malagugini | 37   |      |
| Maggioranza    | 482            |   | Voti dispersi     | 10   |      |
|                |                |   | Schede bianche    | 152  |      |
|                | Schede nulle   | 2 |                   |      |      |

Poiché nessun candidato raggiunge il quorum richiesto, si procede al XVI scrutinio.

### XVI scrutinio
Per la nomina è richiesta la maggioranza assoluta dei 963 membri dell'Assemblea.
| Dati votazione | Dati votazione |   | Nome                 | Nome | Voti |
| -------------- | -------------- | - | -------------------- | ---- | ---- |
| Presenti       | 912            |   | Pietro Nenni         | 349  |      |
| Votanti        | 544            |   | Augusto De Marsanich | 39   |      |
| Astenuti       | 368            |   | Alcide Malagugini    | 36   |      |
| Maggioranza    | 482            |   | Voti dispersi        | 19   |      |
|                |                |   | Schede bianche       | 100  |      |
|                | Schede nulle   | 1 |                      |      |      |

Poiché nessun candidato raggiunge il quorum richiesto, si procede al diciassettesimo scrutinio.

### XVII scrutinio
Per la nomina è richiesta la maggioranza assoluta dei 963 membri dell'Assemblea.
| Dati votazione | Dati votazione |     | Nome                 | Nome | Voti |
| -------------- | -------------- | --- | -------------------- | ---- | ---- |
| Presenti       | 921            |     | Pietro Nenni         | 346  |      |
| Votanti        | 549            |     | Augusto De Marsanich | 40   |      |
| Astenuti       | 372            |     | Alcide Malagugini    | 33   |      |
| Maggioranza    | 482            |     | Paolo Rossi          | 10   |      |
|                |                |     | Giuseppe Saragat     | 10   |      |
|                | Voti dispersi  | 9   |                      |      |      |
|                | Schede bianche | 103 |                      |      |      |
|                | Schede nulle   | 1   |                      |      |      |

Poiché nessun candidato raggiunge il quorum richiesto, si procede al diciottesimo scrutinio.

### XVIII scrutinio
Per la nomina è richiesta la maggioranza assoluta dei 963 membri dell'Assemblea.
| Dati votazione | Dati votazione |     | Nome                 | Nome | Voti |
| -------------- | -------------- | --- | -------------------- | ---- | ---- |
| Presenti       | 939            |     | Pietro Nenni         | 380  |      |
| Votanti        | 939            |     | Giuseppe Saragat     | 311  |      |
| Astenuti       | 0              |     | Gaetano Martino      | 60   |      |
| Maggioranza    | 482            |     | Augusto De Marsanich | 40   |      |
|                |                |     | Amintore Fanfani     | 13   |      |
|                | Paolo Rossi    | 13  |                      |      |      |
|                | Giovanni Leone | 7   |                      |      |      |
|                | Voti dispersi  | 4   |                      |      |      |
|                | Schede bianche | 106 |                      |      |      |
|                | Schede nulle   | 5   |                      |      |      |

Poiché nessun candidato raggiunge il quorum richiesto, si procede al diciannovesimo scrutinio.

### XIX scrutinio
Per la nomina è richiesta la maggioranza assoluta dei 963 membri dell'Assemblea.
| Dati votazione | Dati votazione |    | Nome                 | Nome | Voti |
| -------------- | -------------- | -- | -------------------- | ---- | ---- |
| Presenti       | 936            |    | Pietro Nenni         | 377  |      |
| Votanti        | 936            |    | Giuseppe Saragat     | 342  |      |
| Astenuti       | 0              |    | Gaetano Martino      | 63   |      |
| Maggioranza    | 482            |    | Augusto De Marsanich | 39   |      |
|                |                |    | Amintore Fanfani     | 10   |      |
|                | Paolo Rossi    | 8  |                      |      |      |
|                | Voti dispersi  | 10 |                      |      |      |
|                | Schede bianche | 86 |                      |      |      |
|                | Schede nulle   | 1  |                      |      |      |

Poiché nessun candidato raggiunge il quorum richiesto, si procede al ventesimo scrutinio.

### XX scrutinio
Per la nomina è richiesta la maggioranza assoluta dei 963 membri dell'Assemblea.
| Dati votazione | Dati votazione |     | Nome                 | Nome | Voti |
| -------------- | -------------- | --- | -------------------- | ---- | ---- |
| Presenti       | 932            |     | Pietro Nenni         | 385  |      |
| Votanti        | 932            |     | Giuseppe Saragat     | 323  |      |
| Astenuti       | 0              |     | Gaetano Martino      | 59   |      |
| Maggioranza    | 482            |     | Augusto De Marsanich | 40   |      |
|                |                |     | Amintore Fanfani     | 7    |      |
|                | Paolo Rossi    | 7   |                      |      |      |
|                | Voti dispersi  | 11  |                      |      |      |
|                | Schede bianche | 100 |                      |      |      |
|                | Schede nulle   | 0   |                      |      |      |

Poiché nessun candidato raggiunge il quorum richiesto, si procede al XXI scrutinio.

### XXI scrutinio
Per la nomina è richiesta la maggioranza assoluta dei 963 membri dell'Assemblea.
| Dati votazione | Dati votazione |     | Nome                 | Nome | Voti |
| -------------- | -------------- | --- | -------------------- | ---- | ---- |
| Presenti       | 937            |     | Giuseppe Saragat     | 646  |      |
| Votanti        | 927            |     | Gaetano Martino      | 56   |      |
| Astenuti       | 10             |     | Augusto De Marsanich | 40   |      |
| Maggioranza    | 482            |     | Paolo Rossi          | 7    |      |
|                |                |     | Voti dispersi        | 24   |      |
|                | Schede bianche | 150 |                      |      |      |
|                | Schede nulle   | 4   |                      |      |      |

Risulta eletto: Giuseppe Saragat